# Okakarara
Okakarara ist eine Stadt im gleichnamigen Wahlkreis in der Region Otjozondjupa in Namibia und hat gut 7100 Einwohner (Stand 2023) auf einer Fläche von 20,35 km². Sie liegt wenige Kilometer südöstlich des Waterberg im ehemaligen Homeland Hereroland und ist auch heute noch ein Zentrum der Herero.

## Kommunalpolitik
Bei den Kommunalwahlen 2020 wurde folgendes amtliches Endergebnis ermittelt.
| Partei    | Stimmen | Stimmenanteil | Sitze |
| --------- | ------- | ------------- | ----- |
| NUDO      | 643     | 32,62 %       | 2     |
| PDM       | 535     | 27,14 %       | 2     |
| SWAPO     | 375     | 19,03 %       | 2     |
| LPM       | 365     | 18,52 %       | 1     |
| SWANU     | 029     | 01,57 %       | 0     |
| IPC       | 024     | 01,22 %       | 0     |
| UDF       | 0       | 00,00 %       | 0     |
| Insgesamt | 1971    | 100           | 7     |

## Wirtschaft
Seit 2007 findet in Okakarara, jährlich im September, eine Messe mit Schwerpunkt Landwirtschaft und Technik, zudem als Treffpunkt für Züchter statt. Diese Initiative führte auch zur Errichtung eines Handelszentrums (für KMU) und eines (mit deutscher Unterstützung finanzierten) Kulturzentrums. Die Kommune verfügt zudem über eine weiterführende Schule, ein staatliches Krankenhaus und ein Berufsbildungszentrum.
Im Bereich der Entwicklungshilfe ist seit 2006 die Stiftung steps for children mit wachsenden Einrichtungen aktiv.

## Städtepartnerschaften
| Otjiwarongo Swakopmund |

## Gedenkfeiern
Am 14. August 2004 fanden in Okakarara die Gedenkfeiern zum 100. Jahrestag der Schlacht am Waterberg statt; dabei sprach die damalige deutsche Bundesministerin für wirtschaftliche Zusammenarbeit und Entwicklung Heidemarie Wieczorek-Zeul erstmals von einer moralischen Schuld deutscher Truppen im Zusammenhang mit der Niederschlagung des Aufstandes der Herero und Nama durch die deutsche Kolonialmacht.

## Söhne und Töchter der Stadt
- Ronald Ketjijere (* 1987), Fußballspieler
- Cleophas Mutjavikua (1963–2021), Regionalgouverneur von Erongo
- Esau Tjiuoro (* 1982), Fußballspieler